# الطريد (فلم)
الطريد هو فيلم مصري عرض عام 1968، بطولة فريد شوقي ورندة ويوسف شعبان، ومن إخراج سيد طنطاوي.

## قصة الفيلم
تدور الأحداث حول (حسن) شاب مصاب بعقدة نفسية من جراء خيانة عاش فيها منذ طفولته، لذا فهو لا يحب النساء، لكن فتاة جميلة تستطيع أن توقعه في حبها، ويرى الحياة وردية من خلالها، وبعد عدة أشهر تتغير الزوجة، وينتاب الزوج الشكوك، ويكتشف أن زوجته تخونه، يزداد إحساسه بالكآبة ويقرر الانتقام منها.

## طاقم التمثيل
- فريد شوقي: (حسن)
- رندة: (عصمت)
- يوسف شعبان: (أنور)
- سميرة بارودي: (هدى)
- حسن المليجي: (زميل حسن)
- فريال كريم
- ليلى نصر
- عبد الحميد رشدي
- حسن بنان
- ليلى فاضل
- هدى عيسى
- ناديا حمدي
- زين الصيداني
- كهرمان: (راقصة)
- محمد ياسين: (طفل)
- داري: (طفلة)

## فريق العمل
- إخراج: سيد طنطاوي
- قصة: فريد شوقي
- سيناريو وحوار: عبد العزيز سلام
- مدير التصوير: عدنان هارون
- مونتاج: ميشال تامر
- إنتاج: أفلام فريد شوقي
- توزيع: بيترا فيلم